# マックス・パールマン
マクスウェル・ジェームズ・パールマン（Maxwell James Perlman, 1988年2月2日 - ）はフロリダ州ジュピター出身の元プロ野球選手（投手）。右投右打。

## 経歴
2011年のMLBドラフトでオークランド・アスレチックスから35巡目（全体1066位）で指名され入団。契約後はルーキー級アリゾナリーグのアリゾナリーグ・アスレチックスで13試合に登板して、2勝2敗、防御率2.76の成績を残し、8月下旬には早くもAAA級サクラメント・リバーキャッツに昇格。ここでは2試合に先発登板して1勝を挙げた。
2012年はA級バーリントン・ビーズとA+級ストックトン・ポーツの2球団に所属し、合計で34試合登板、1勝5敗2セーブ、防御率5.65という成績だった。また、11月に開催された第3回WBC予選のイスラエル代表に選出された。
2013年はA+級ストックトンで4試合に登板して0勝1敗、防御率5.06という成績に終わり、5月15日に自由契約となった。